# Roy Harper
Roy Harper (Rusholme, 1941. június 12. –) angol rock- és folkénekes-gitáros, profi zenészként dolgozik az 1960-as évek közepétől, folyamatosan. Munkásságára fiatal korától a legnagyobb hatással olyan amerikai blueszenészek voltak, mint Huddie William Ledbetter, Josh White, Big Bill Broonzy és Woody Guthrie folkzenész.
Harper széles körben ismert, jellegzetes, kifinomult fingerstyle játékmódjáról és gyakran hosszú, összetett kompozícióiról. Dalszerzőként számos lemezt adott ki, legtöbbje ma a saját kiadóján, a Science Frictionön keresztül érhető el.
Eddigi munkásságáról a zenei világ számos tagja nyilatkozott elismerően, többek között Jimmy Page és Robert Plant, a Led Zeppelin két tagja, Ian Anderson a Jethro Tullból, vagy legújabban Joanna Newsom, kaliforniai hárfás. Egyik leghíresebb (vagy legismertebb) közreműködése, hogy ő énekli a Pink Floyd együttes Wish You Were Here című lemezén a  "Have a Cigar" című dalt.
Harperről tartják, hogy „a világ leghosszabb ideje fennálló underground intézménye.”

## Mások Harperről
- David Gilmour (Pink Floyd); „Bevezetés Roy Harper világába”, Chrysalis Records, 1976:

(Roy) olyan figura, aki nem szívesen köt kompromisszumokat. Az előadásmódjában gyakran tovább feszíti a dolgokat, mint azt én tenném, de tetszik. Szeretem és csodálom a módot, ahogy teszi a dolgát: a bátorságát, ahogy csak megy és csinálja… az őszinteségét és nyitottságát, amivel a saját életét viszi fel a színpadra. Azt hiszem jóval tehetségesebb, mint sok ember aki nála sikeresebb lett; talán mert az emberek félnek attól, amit csinál, attól az őszinteségtől, ahogy csinálja. Azt hiszem, ettől sokan megrémülnek.
- Ian Anderson (Q Magazine, 1995):

Harper stílusa nagyon sokat alakított rajtam mint gitároson és bizonyos fokig mint dalszerzőn. Véletlenül találkoztunk egy zsúfolt furgonban, ahol ő, John Peel és a korai Jethro Tull találta magát, miközben folk-klubokban és egyetemeken játszottunk együtt. Mindig nagyon irigyeltem őt. Ugyanazokban a körökben mozgott, mint mi, de én egy bandához tartoztam mindenféle felszerelésekkel, erősítőkkel, road-okkal és egyebekkel, az pedig borzasztóan tetszett, ahogy ez a srác stoppal vagy vonattal megérkezett, volt nála egy gitártok és se pénz se semmi, lenyomott egy bulit – és a következő este újra ott volt, és csak azt éreztem, hogy ez csodálatos. (...)
Mielőtt Londonba költöztem volna, Blackpoolban egy Jeff The Cake nevű beatnik-figura szólt: „Nézd meg Roy Harpert. Vele lógtam egy darabig, és most lent Londonban lett folk-énekes.” Így, amikor a következő nyáron összefutottam Roy Harperrel, meg is vettem a lemezét. Egy garzonlakásban laktam és ez volt az egyetlen lemezem. Megvettem az első lemezjátszómat is – monó volt, de egy plusz hangszóróval sztereósítani lehetett. Arra nem volt elég pénzem, úgyhogy azt az egyet bedugtam a Vox AC30-ba, és estig Roy Harper lemezét hallgattam.
- Peter Jenner (menedzser, 1988-as interjú[3]):

Roy Harper szenzációs dalszerző, és a legjobbakhoz hasonlóan egy kicsit őrült. Egyik legnagyobb problémája, hogy látta, ahogy azok az emberek, akik lenyúlták a zenéit („nicked his licks”), mennyivel többre vitték, mint ő. Az olyanok, mint a Jethro Tull, a Led Zeppelin, és bizonyos mértékig Roger Waters.
- Kate Bush (rádióinterjú, BBC, Paul Gambaccini, 30th/31st December 1980):[4]

Azt hiszem ő egy nagyon angol költő. Mert szerintem Roy költő, tényleg. És számomra Roy az egyik legnagyobb angol szerző, és az emberek erről egyszerűen nem tudnak. És tényleg azt gondolom, hogy ha egyszer ráébrednek, akkor ismét lesz mindannyiunknak egy kiemelkedő dalszerzőnk. Briliáns.

## Diszkográfia

### Stúdiólemezek
- 1967 – Sophisticated Beggar
- 1968 – Come Out Fighting Ghengis Smith
- 1969 – Folkjokeopus
- 1970 – Flat Baroque and Berserk
- 1971 – Stormcock
- 1973 – Lifemask
- 1974 – Valentine
- 1975 – HQ (US title: When An Old Cricketer Leaves The Crease)
- 1977 – Bullinamingvase (US title: One of those Days in England)
- 1980 – The Unknown Soldier
- 1982 – Work of Heart
- 1984 – Born in Captivity
- 1985 – Whatever Happened to Jugula? (Jimmy Page-dzsel)
- 1988 – Descendants of Smith
- 1988 – Loony on the Bus
- 1990 – Once
- 1992 – Death or Glory?
- 1994 – Commercial Breaks (kiadatlan 1977-es felvétel. A 11 számból 9 megjelent a Loony on the Bus-on.)
- 1994 – Garden of Uranium (A Descendants of Smith újrakiadása.)
- 1998 – The Dream Society
- 2000 – The Green Man

### Koncertalbumok
- 1974 – Flashes from the Archives of Oblivion
- 1984 – Live at the Red Lion, Birmingham  (Volume I & II Limited edition Cassette)
- 1985 – Live at the Red Lion, Birmingham  (Volume III Limited edition Cassette)
- 1986 – In Between Every Line
- 1992 – Born in Captivity II (Limited edition Cassette)
- 1993 – Unhinged (Edited version of Born in Captivity II)
- 1996 – Live At Les Cousins
- 1997 – The BBC Tapes – Volume I (1969–1973)
- 1997 – The BBC Tapes – Volume II (In Concert 1974)
- 1997 – The BBC Tapes – Volume III (BBC Sessions 1974)
- 1999 – The BBC Tapes – Volume IV (In Concert 1975)
- 1997 – The BBC Tapes – Volume V (BBC Sessions 1975 – 1978)
- 1997 – The BBC Tapes – Volume VI (In Concert 1978 with Andy Roberts)
- 2001 – Royal Festival Hall Live – June 10th 2001

### Gyűjteményes lemezek, remixek stb.
- 1978 – Harper 1970-1975
- 1994 – Death or Glory? (Tracks 1 & 9 Remixed)
- 1994 – An Introduction to .....
- 1997 – Song Of The Ages ( 3 CD, Roy Harper interjúiból)
- 1997 – Poems, Speeches, Thoughts and Doodles (A collection of spoken tracks with occasional instrumentation)
- 2001 – Hats Off (Együttműködésekből készült válogatás)
- 2001 – East of the Sun (Szerelmes dalok gyűjteménye)
- 2002 – Today Is Yesterday (Demók, ritkaságok és kiadatlan felvételek gyűjteménye 1964 – 1967)
- 2005 – Counter Culture
- 2007 – From Occident to Orient (Válogatáslemez, eredetileg csak Japánban jelent volna meg.)

### Együttműködések
- 1971 – "Ravneferd" (Co-writer with Lillebjørn Nilsen. Song on album Tilbake)
- 1975 – "Wish You Were Here" (vendégénekes a Pink Floyd lemezén, a Have a Cigar című dalban)
- 1995 – The Edges of Twilight (Spoken word on hidden track for The Tea Party)
- 1995 – "Time" (Lead vocals for The Tea Party's Alhambra Multimedia CD)
- 1996 – "Hope" (Spoken word on Anathema's album, Eternity)

### Kislemezek / EP-k
- 1966 – Take Me Into Your Eyes / Pretty Baby
- 1967 – Midspring Dithering / Zengem
- 1968 – Life Goes By / Nobody's Got Any Money In The Summer
- 1972 – Bank Of The Dead / Little Lady
- 1974 – (Don't You Think We're) Forever / Male Chauvinist Pig Blues (live)
- 1974 – Home (Live) / Home (Studio)
- 1975 – When An Old Cricketer Leaves The Crease / Hallucinating Light (live)
- 1975 – Grown-Ups Are Just Silly Children / Referendum (Legend)
- 1977 – One of Those Days in England / Watford Gap
- 1977 – One of Those Days in England / Watford Gap [DEU]
- 1977 – Sail Away / Cherishing The Lonesome
- 1978 – When An Old Cricketer Leaves The Crease / Home (studio)
- 1980 – Playing Games / First Thing In The Morning
- 1980 – Short and Sweet / Water Sports / The Unknown Soldier
- 1982 – No-One Ever Gets Out Alive / Casualty (live – Glastonbury 1982)
- 1983 – I Still Care / Goodbye Ladybird (Acoustic)
- 1985 – Elizabeth / Advertisement / I hate the white man (live) (12" Single)
- 1988 – Laughing Inside / Laughing Inside  (Acoustic)
- 1990 – Burn the World (2 track CD / EP)
- 1992 – The Methane Zone (4 track CD / Single)
- 2005 – The Death of God (2 track CD / Single)

### Letöltés
- 2005 – The Passions of Great Fortune, Vol.1 (iTunes Download)

## Videók
- 1984 – Stonehenge 84
- 1986 – Live in your Living Room
- 1990 – Once
- 2006 – Beyond the Door (DVD)

## Filmek
- 1972 – Made
- 1976 – The Song Remains the Same
- 2009 – Brokeback Cowboy[5]

## Bibliográfia
- 2003 – The Passions of Great Fortune – The Songs Explored (ISBN 0-9545264-0-6)

## Nick Harper
Roy Harper egyik fia, Nick Harper is sikeres dalszerző-zenész. Gyakran játszott-turnézott az apjával, aki 1985 óta több lemezén is közreműködik.